# Manólis Kefaloyiánnis
Emmanouíl « Manólis » Kefaloyiánnis (grec moderne : Εμμανουήλ «Μανώλης» Κεφαλογιάννης, né le 25 mai 1959 à Héraklion) est un homme politique grec de la Nouvelle Démocratie.
Le 25 mai 2014, il est élu député européen.